# Groß Quenstedt
Groß Quenstedt település Németországban, azon belül Szász-Anhalt tartományban. Lakosainak száma 863 fő (2023. december 31.).

## Szomszédos községek
- Schwanebeck (észak, északkelet)
- Halberstadt (délkelet, dél, nyugat)

## Népesség
A település népességének változása:
| Lakosok száma | 885  | 873  | 874  | 869  | 863  |
|               | 2017 | 2019 | 2021 | 2022 | 2023 |